# Александър Кошелев
Алекса̀ндър Ива̀нович Ко̀шелев (на руски: Алекса́ндр Ива́нович Кошелев) е руски общественик и публицист.
Роден е на 21 май 1806 година в Москва в семейството на Иван Кошелев, бивш генерал-адютант на княз Григорий Потьомкин, от дворянския род Кошельови. След служба в държавната администрация и пътувания в Европа се жени за богата наследница, купува големи имения с 5500 крепостни селяни и се занимава с откупуване на данъци. През следващите години е активен в кръговете на славянофилите и е активен привърженик на премахването на крепостничеството и модернизирането на данъчната система.
Александър Кошелев умира на 24 ноември 1883 година в Москва.